# Championnat d'Amérique du Sud de rugby à XV 1973
Navigation
Championnat 1971 Championnat 1975
Le Championnat d'Amérique du Sud de rugby à XV 1973 est une compétition de rugby à XV organisée par la Confederación sudamericana de rugby. La 8e édition se déroule du 13 octobre au 21 octobre 1973 et est remportée par l'équipe d'Argentine.

## Équipes participantes
- Argentine
- Chili
- Uruguay
- Paraguay
- Brésil

## Format
L'Argentine, le Brésil, le Chili, l'Uruguay et le Paraguay disputent des matchs sous la forme d'un tournoi. Le premier est déclaré vainqueur.

## Classement
| Rang | Nation        | J | V | N | D | Pm  | Pe  | Diff | Pts |
| ---- | ------------- | - | - | - | - | --- | --- | ---- | --- |
| 1    | Argentine (T) | 4 | 4 | 0 | 0 | 309 | 6   | +303 | 8   |
| 2    | Uruguay       | 4 | 3 | 0 | 1 | 60  | 80  | -20  | 6   |
| 3    | Chili         | 4 | 2 | 0 | 2 | 62  | 79  | -17  | 4   |
| 4    | Brésil        | 4 | 1 | 0 | 3 | 31  | 137 | -106 | 2   |
| 5    | Paraguay      | 4 | 0 | 0 | 4 | 18  | 178 | -160 | 0   |

|  | Vainqueur (no 1).        |
|  | T : Tenant du titre 1971 |

## Résultats
| 14 octobre 1973 | Chili | 10 – 13 | Uruguay | São Paulo |
| 14 octobre 1973 |       |         |         | São Paulo |
| 14 octobre 1973 |       |         |         | São Paulo |

| 14 octobre 1973 | Argentine | 98 – 3 | Paraguay | São Paulo |
| 14 octobre 1973 |           |        |          | São Paulo |
| 14 octobre 1973 |           |        |          | São Paulo |

| 16 octobre 1973 | Brésil | 3 – 22 | Chili | São Paulo |
| 16 octobre 1973 |        |        |       | São Paulo |
| 16 octobre 1973 |        |        |       | São Paulo |

| 16 octobre 1973 | Argentine | 55 – 0 | Uruguay | São Paulo |
| 16 octobre 1973 |           |        |         | São Paulo |
| 16 octobre 1973 |           |        |         | São Paulo |

| 18 octobre 1973 | Brésil | 6 – 16 | Uruguay | São Paulo |
| 18 octobre 1973 |        |        |         | São Paulo |
| 18 octobre 1973 |        |        |         | São Paulo |

| 18 octobre 1973 | Chili | 27 – 3 | Paraguay | São Paulo |
| 18 octobre 1973 |       |        |          | São Paulo |
| 18 octobre 1973 |       |        |          | São Paulo |

| 20 octobre 1973 | Uruguay | 31 – 9 | Paraguay | São Paulo |
| 20 octobre 1973 |         |        |          | São Paulo |
| 20 octobre 1973 |         |        |          | São Paulo |

| 20 octobre 1973 | Brésil | 0 – 96 | Argentine | São Paulo |
| 20 octobre 1973 |        |        |           | São Paulo |
| 20 octobre 1973 |        |        |           | São Paulo |

| 21 octobre 1973 | Brésil | 22 – 3 | Paraguay | São Paulo |
| 21 octobre 1973 |        |        |          | São Paulo |
| 21 octobre 1973 |        |        |          | São Paulo |

| 21 octobre 1973 | Argentine | 60 – 3 | Chili | São Paulo |
| 21 octobre 1973 |           |        |       | São Paulo |
| 21 octobre 1973 |           |        |       | São Paulo |